# Karl Wilhelm Feuerbach

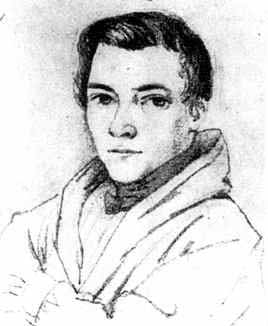
Karl Wilhelm Feuerbach

Feuerbachkreis

Karl Wilhelm Feuerbach (* 30. Mai 1800 in Jena; † 12. März 1834 in Erlangen) war ein deutscher Mathematiker.

## Leben
Karl Wilhelm Feuerbach wurde als Sohn von Paul Johann Anselm Ritter von Feuerbach geboren, absolvierte das Ansbacher Gymnasium und ein Studium der Mathematik an der Universität Erlangen und wurde dort 1822 promoviert. Er war Professor der Mathematik am Gymnasium in Erlangen. 
Während seines Studiums wurde er Renonce der Landsmannschaft der Ansbacher, war 1817 Mitgründer der Alten Erlanger Burschenschaft und trat 1820 der Alten Freiburger Burschenschaft bei.
Im Mai 1824 geriet er in die Demagogenverfolgung und wurde verhaftet und nach München gebracht. In Haft unternahm er zwei Suizidversuche. Im Mai 1825 wurde das Untersuchungsverfahren gegen ihn eingestellt und er als unschuldig entlassen. Als Haftfolgen brachen allerdings spätestens 1827 wenigstens temporär manische Depressionen aus. Nach seiner Haftentlassung lehrte er am Gymnasium in Hof und anschließend nochmals in Erlangen.
Nach ihm ist der Feuerbachkreis eines Dreiecks benannt, den er in seiner Abhandlung von 1822 beschreibt.

## Veröffentlichungen
- Eigenschaften einiger merkwürdigen Punkte des geradlinigen Dreiecks und mehrerer durch sie bestimmten Linien und Figuren. Eine analytisch-trigonometrische Abhandlung; Nürnberg 1822
- Grundriß zu analytischen Untersuchungen der dreieckigen Pyramide; Nürnberg 1827